# Cole Custer
Pour les articles homonymes, voir Custer.
Statistiques en NASCAR Cup Series
Dernière mise à jour : 7 novembre 2022 
Cole Natthew Custer, est un pilote automobile américain de NASCAR né le 23 janvier 1998 à Ladera Ranch, Californie aux États-Unis.

## Carrière
Depuis la saison 2020, il participe au programme complet du championnat de la NASCAR Cup Series au volant de la voiture no 41 de marque Ford au sein de l'écurie Stewart-Haas Racing.
Il participe encore actuellement en programme partiel au championnat de la Xfinity Series au volant de la voiture no 7 de marque Ford Mustang pour l'écurie SS-Green Light Racing (en).

## Palmarès

### NASCAR Cup Series
Au 7 novembre 2022, il a participé à 111 courses réparties sur 4 saisons.
- Voiture en 2022 : no 41
- Écurie : Stewart-Haas Racing
- Résultat saison 2021 : 26e[2]
- Meilleur classement en fin de saison : 16e en 2020
- 1re course : Pennzoil 400 2018 (Las Vegas)
- Dernière course : Season Final 500 2022 (Phoenix)
- Première victoire : Quaker State 400 de 2020 (Kentucky)
- Dernière victoire : Quaker State 400 de 2020 (Kentucky)
- Victoire(s) : 1
- Top5 : 2
- Top10 : 12
- Pole position : 1

| Légende  | Légende |
| -------- | --- |
| Gras     | Pole position décerné par temps de qualification.                                                                                         |
| Italique | Pole position gagnés par les points au classement ou du temps d'essais.                                                                   |
| *        | Plus grand nombre de tours menés. |
| 01       | Aucun point de championnat car inéligible pour le titre lors de cette saison (le pilote concourt pour le titre dans une autre catégorie). |
| DNQ      | Ne s'est pas qualifié. |
| Résultats en NASCAR Cup Series | Résultats en NASCAR Cup Series | Résultats en NASCAR Cup Series | Résultats en NASCAR Cup Series | Résultats en NASCAR Cup Series | Résultats en NASCAR Cup Series | Résultats en NASCAR Cup Series | Résultats en NASCAR Cup Series | Résultats en NASCAR Cup Series | Résultats en NASCAR Cup Series | Résultats en NASCAR Cup Series | Résultats en NASCAR Cup Series | Résultats en NASCAR Cup Series | Résultats en NASCAR Cup Series | Résultats en NASCAR Cup Series | Résultats en NASCAR Cup Series | Résultats en NASCAR Cup Series | Résultats en NASCAR Cup Series | Résultats en NASCAR Cup Series | Résultats en NASCAR Cup Series | Résultats en NASCAR Cup Series | Résultats en NASCAR Cup Series | Résultats en NASCAR Cup Series | Résultats en NASCAR Cup Series | Résultats en NASCAR Cup Series | Résultats en NASCAR Cup Series | Résultats en NASCAR Cup Series | Résultats en NASCAR Cup Series | Résultats en NASCAR Cup Series | Résultats en NASCAR Cup Series | Résultats en NASCAR Cup Series | Résultats en NASCAR Cup Series | Résultats en NASCAR Cup Series | Résultats en NASCAR Cup Series | Résultats en NASCAR Cup Series | Résultats en NASCAR Cup Series | Résultats en NASCAR Cup Series | Résultats en NASCAR Cup Series | Résultats en NASCAR Cup Series | Résultats en NASCAR Cup Series | Résultats en NASCAR Cup Series | Résultats en NASCAR Cup Series |
| ------------------------------ | ------------------------------ | ------------------------------ | ------------------------------ | ------------------------------ | ------------------------------ | ------------------------------ | ------------------------------ | ------------------------------ | ------------------------------ | ------------------------------ | ------------------------------ | ------------------------------ | ------------------------------ | ------------------------------ | ------------------------------ | ------------------------------ | ------------------------------ | ------------------------------ | ------------------------------ | ------------------------------ | ------------------------------ | ------------------------------ | ------------------------------ | ------------------------------ | ------------------------------ | ------------------------------ | ------------------------------ | ------------------------------ | ------------------------------ | ------------------------------ | ------------------------------ | ------------------------------ | ------------------------------ | ------------------------------ | ------------------------------ | ------------------------------ | ------------------------------ | ------------------------------ | ------------------------------ | ------------------------------ | ------------------------------ |
| Année                          | Équipe                         | No.                            | Constructeur                   | 1                              | 2                              | 3                              | 4                              | 5                              | 6                              | 7                              | 8                              | 9                              | 10                             | 11                             | 12                             | 13                             | 14                             | 15                             | 16                             | 17                             | 18                             | 19                             | 20                             | 21                             | 22                             | 23                             | 24                             | 25                             | 26                             | 27                             | 28                             | 29                             | 30                             | 31                             | 32                             | 33                             | 34                             | 35                             | 36                             | Clas.                          | Pts                            |
| 2018[3]                        | Rick Ware Racing               | 51                             | Ford                           | DAY                            | ATL                            | LVS 25                         | PHO                            | CAL                            | MAR                            | TEX                            | BRI                            | RCH                            | TAL                            | DOV                            | KAN                            | CLT                            | POC 26                         | MCH                            | SON                            | CHI                            | DAY                            | KEN                            | NHA                            | POC                            | GLN                            | MCH                            | BRI                            | DAR                            | IND                            | LVS                            | RCH 26                         | ROV                            | DOV                            | TAL                            | KAN                            | MAR                            | TEX                            | PHO                            | HOM                            | 63e                            | 01                             |
| 2020[4]                        | Stewart-Haas Racing            | 41                             | Ford                           | DAY 37                         | LVS 19                         | CAL 18                         | PHO 9                          | DAR 22                         | DAR 31                         | CLT 12                         | CLT 18                         | BRI 35                         | ATL 19                         | MAR 29                         | HOM 22                         | TAL 22                         | POC 16                         | POC 17                         | IND 5                          | KEN 1                          | TEX 39                         | KAN 7                          | NHA 8                          | MCH 34                         | MCH 25                         | DRC 22                         | DOV 11                         | DOV 10                         | DAY 30                         | DAR 12                         | RCH 14                         | BRI 23                         | LVS 16                         | TAL 31                         | ROV 9                          | KAN 14                         | TEX 14                         | MAR 13                         | PHO 28                         | 16e                            | 2202                           |
| 2021[5]                        | Stewart-Haas Racing            | 41                             | Ford                           | DAY 11                         | DRC 13                         | HOM 23                         | LVS 25                         | PHO 31                         | ATL 18                         | BRD 24                         | MAR 18                         | RCH 23                         | TAL 10                         | KAN 24                         | DAR 36                         | DOV 10                         | COA 36                         | CLT 21                         | SON 20                         | NSH 30                         | POC 38                         | POC 24                         | ROA 17                         | ATL 17                         | NHA 14                         | GLN 17                         | IRC 25                         | MCH 23                         | DAY 24                         | DAR 11                         | RCH 22                         | BRI 28                         | LVS 29                         | TAL 13                         | ROV 18                         | TEX 19                         | KAN 18                         | MAR 23                         | PHO 13                         | 26e                            | 575                            |
| 2022[6]                        | Stewart-Haas Racing            | 41                             | Ford                           | DAY 20                         | CAL 11                         | LVS 33                         | PHO 16                         | ATL 34                         | COA 23                         | RCH 22                         | MAR 21                         | BRD 13                         | TAL 29                         | DOV 15                         | DAR 26                         | KAN 22                         | CLT 21                         | GTW 29                         | SON 21                         | NSH 26                         | ROA 15                         | ATL 9                          | NHA 27                         | POC 17                         | IRC 9                          | MCH 31                         | RCH 26                         | GLN 11                         | DAY 16                         | DAR 14                         | KAN 22                         | BRI 8                          | TEX 35                         | TAL 21                         | ROV 24                         | LVS 20                         | HOM 24                         | MAR 14                         | PHO 16                         | 25e                            | 589                            |
| Résultats au Daytona 500 | Résultats au Daytona 500 | Résultats au Daytona 500 | Résultats au Daytona 500 | Résultats au Daytona 500 |
| ------------------------ | ------------------------ | ------------------------ | ------------------------ | ------------------------ |
| Année                    | L'équipe                 | Fabricant                | Position au              | Position au              |
| Année                    | L'équipe                 | Fabricant                | Départ                   | Arrivée                  |
| 2020                     | Stewart-Haas Racing      | Ford                     | 12                       | 37                       |
| 2021                     | Stewart-Haas Racing      | Ford                     | 27                       | 11                       |
| 2022                     | Stewart-Haas Racing      | Ford                     | 31                       | 20                       |

### NASCAR Xfinity Series
Au 7 novembre 2022, il a participé à 110 courses réparties sur 6 saisons :
- Dernière saison : Voiture Ford no 7 de la SS-Green Light Racing en 2022
- Résultat dernière saison : 85e en 2021
- Meilleur classement en fin de saison : 2e en 2019
- Première course : ToyotaCare 250 de 2016 (à Richmond)
- Dernière course : Henry 180 de 2022 (à Road America)
- Première victoire : Ford EcoBoost 300 de 2017 (à Homestead)
- Dernière victoire : Production Alliance Group 300 de 2022 (à Fontana)
- Victoire(s) : 10
- Top5 : 41
- Top10 : 75
- Pole position : 12

| Légende  | Légende |
| -------- | --- |
| Gras     | Pole position décerné par temps de qualification.                                                                                         |
| Italique | Pole position gagnés par les points au classement ou du temps d'essais.                                                                   |
| *        | Plus grand nombre de tours menés. |
| 01       | Aucun point de championnat car inéligible pour le titre lors de cette saison (le pilote concourt pour le titre dans une autre catégorie). |
| DNQ      | Ne s'est pas qualifié. |
| Résultats en NASCAR Xfinity Series | Résultats en NASCAR Xfinity Series               | Résultats en NASCAR Xfinity Series | Résultats en NASCAR Xfinity Series | Résultats en NASCAR Xfinity Series | Résultats en NASCAR Xfinity Series | Résultats en NASCAR Xfinity Series | Résultats en NASCAR Xfinity Series | Résultats en NASCAR Xfinity Series | Résultats en NASCAR Xfinity Series | Résultats en NASCAR Xfinity Series | Résultats en NASCAR Xfinity Series | Résultats en NASCAR Xfinity Series | Résultats en NASCAR Xfinity Series | Résultats en NASCAR Xfinity Series | Résultats en NASCAR Xfinity Series | Résultats en NASCAR Xfinity Series | Résultats en NASCAR Xfinity Series | Résultats en NASCAR Xfinity Series | Résultats en NASCAR Xfinity Series | Résultats en NASCAR Xfinity Series | Résultats en NASCAR Xfinity Series | Résultats en NASCAR Xfinity Series | Résultats en NASCAR Xfinity Series | Résultats en NASCAR Xfinity Series | Résultats en NASCAR Xfinity Series | Résultats en NASCAR Xfinity Series | Résultats en NASCAR Xfinity Series | Résultats en NASCAR Xfinity Series | Résultats en NASCAR Xfinity Series | Résultats en NASCAR Xfinity Series | Résultats en NASCAR Xfinity Series | Résultats en NASCAR Xfinity Series | Résultats en NASCAR Xfinity Series | Résultats en NASCAR Xfinity Series | Résultats en NASCAR Xfinity Series | Résultats en NASCAR Xfinity Series | Résultats en NASCAR Xfinity Series | Résultats en NASCAR Xfinity Series |
| ---------------------------------- | ------------------------------------------------ | ---------------------------------- | ---------------------------------- | ---------------------------------- | ---------------------------------- | ---------------------------------- | ---------------------------------- | ---------------------------------- | ---------------------------------- | ---------------------------------- | ---------------------------------- | ---------------------------------- | ---------------------------------- | ---------------------------------- | ---------------------------------- | ---------------------------------- | ---------------------------------- | ---------------------------------- | ---------------------------------- | ---------------------------------- | ---------------------------------- | ---------------------------------- | ---------------------------------- | ---------------------------------- | ---------------------------------- | ---------------------------------- | ---------------------------------- | ---------------------------------- | ---------------------------------- | ---------------------------------- | ---------------------------------- | ---------------------------------- | ---------------------------------- | ---------------------------------- | ---------------------------------- | ---------------------------------- | ---------------------------------- | ---------------------------------- |
| Année                              | Équipe                                           | No.                                | Constructeur                       | 1                                  | 2                                  | 3                                  | 4                                  | 5                                  | 6                                  | 7                                  | 8                                  | 9                                  | 10                                 | 11                                 | 12                                 | 13                                 | 14                                 | 15                                 | 16                                 | 17                                 | 18                                 | 19                                 | 20                                 | 21                                 | 22                                 | 23                                 | 24                                 | 25                                 | 26                                 | 27                                 | 28                                 | 29                                 | 30                                 | 31                                 | 32                                 | 33                                 | Clas.                              | Pts                                |
| 2016                               | JR Motorsports (en)                              | 5                                  | Chevrolet                          | DAY                                | ATL                                | LVS                                | PHO                                | CAL                                | TEX                                | BRI                                | RCH 6                              | TAL                                | DOV                                |                                    |                                    |                                    |                                    |                                    |                                    |                                    |                                    |                                    |                                    |                                    |                                    |                                    |                                    |                                    |                                    |                                    |                                    | CLT DNQ                            | KAN 35                             | TEX                                | PHO                                | HOM 17                             | 100e                               | 01                                 |
| 2016                               | JR Motorsports (en)                              | 88                                 | Chevrolet                          |                                    |                                    |                                    |                                    |                                    |                                    |                                    |                                    |                                    |                                    | CLT 4                              | POC                                | MCH                                | IOW                                | DAY                                | KEN 32                             | NHA                                | IND                                | IOW                                | GLN                                | MOH                                | BRI                                | ROA                                | DAR                                | RCH                                | CHI                                | KEN                                | DOV                                |                                    |                                    |                                    |                                    |                                    | 100e                               | 01                                 |
| 2017                               | Stewart-Haas Racing                              | 00                                 | Ford                               | DAY 37                             | ATL 10                             | LVS 11                             | PHO 21                             | CAL 35                             | TEX 5                              | BRI 32                             | RCH 13                             | TAL 26                             | CLT 7                              | DOV 4                              | POC 7                              | MCH 10                             | IOW 24                             | DAY 22                             | KEN 11                             | NHA 9                              | IND 5                              | IOW 5                              | GLN 12                             | MOH 35                             | BRI 10                             | ROA 8                              | DAR 9                              | RCH 14                             | CHI 7                              | KEN 5                              | DOV 8                              | CLT 6                              | KAN 19                             | TEX 5                              | PHO 7                              | HOM 1*                             | 5e                                 | 2288                               |
| 2018                               | Stewart-Haas Racing avec Biagi-DenBeste (en)     | 00                                 | Ford                               | DAY 14                             | ATL 39                             | LVS 9                              | PHO 8                              | CAL 6                              | TEX 4                              | BRI 8                              | RCH 6                              | TAL 9                              | DOV 13                             | CLT 2                              | POC 5                              | MCH 3                              | IOW 4                              | CHI 3                              | DAY 25                             | KEN 5                              | NHA 9                              | IOW 9*                             | GLN 6                              | MOH 7                              | BRI 4                              | ROA 4                              | DAR 2                              | IND 29                             | LVS 3                              | RCH 15                             | ROV 7                              | DOV 2                              | KAN 26                             | TEX 1                              | PHO 8                              | HOM 2*                             | 2e                                 | 4035                               |
| 2019                               | Stewart-Haas Racing avec Biagi-DenBeste (en)     | 00                                 | Ford                               | DAY 14                             | ATL 2                              | LVS 9                              | PHO 4                              | CAL 1                              | TEX 34                             | BRI 3                              | RCH 1*                             | TAL 32                             | DOV 4*                             | CLT 24                             | POC 1*                             | MCH 12                             | IOW 2                              | CHI 1*                             | DAY 26                             | KEN 1*                             | NHA 2                              | IOW 29                             | GLN 7                              | MOH 8                              | BRI 22                             | ROA 10                             | DAR 1                              | IND 7                              | LVS 4                              | RCH 3                              | ROV 8                              | DOV 1                              | KAN 11*                            | TEX 8                              | PHO 2                              | HOM 2                              | 2e                                 | 4035                               |
| 2021                               | SS-Green Light Racing (en) avec Rick Ware Racing | 17                                 | Ford                               | DAY                                | DRC                                | HOM                                | LVS                                | PHO                                | ATL                                | MAR                                | TAL                                | DAR                                | DOV                                | COA 7                              | CLT                                | MOH                                | TEX                                | NSH                                | POC                                | ROA                                | ATL                                | NHA                                | GLN                                | IRC                                | MCH                                | DAY                                | DAR                                | RCH                                | BRI                                | LVS                                | TAL                                | ROV                                | TEX                                | KAN                                | MAR                                | PHO                                | 85e                                | 01                                 |
| 2022                               | SS-Green Light Racing (en)                       | 07                                 | Ford                               | DAY                                | CAL 1*                             | LVS                                | PHO                                | ATL                                | COA 3                              | RCH                                | MAR                                | TAL                                | DOV                                | DAR                                | TEX                                | CLT                                | PIR                                | NSH                                | ROA 25                             | ATL                                | NHA                                | POC 10                             | IRC                                | MCH                                | GLN 11                             | DAY                                | DAR                                | KAN                                | BRI                                | TEX                                | TAL                                | ROV                                | LVS                                | HOM                                | MAR                                | PHO                                | 83e                                | 01                                 |

### NASCAR Truck Series
Au 7 novembre 2022, il a participé à 42 courses réparties sur 3 saisons :
- Dernière saison : Voiture Ford no 22 de la Sunrise Ford Racing en 2019
- Résultat dernière saison : 10e en 2016
- Meilleur classement en fin de saison : 10e en 2016
- Première course : 2014 Kroger 250 (Martinsville)
- Dernière course : 2016 Ford EcoBoost 200 (Homestead)
- Première victoire : 2014 UNOH 175 (Loudon)
- Dernière victoire : 2015 American Ethanol Presents the Drivin' for Linemen 200 (Gateway)
- Victoire(s) : 2
- Top5 : 9
- Top10 : 24
- Pole position : 5

| Légende  | Légende |
| -------- | --- |
| Gras     | Pole position décerné par temps de qualification.                                                                                         |
| Italique | Pole position gagnés par les points au classement ou du temps d'essais.                                                                   |
| *        | Plus grand nombre de tours menés. |
| 01       | Aucun point de championnat car inéligible pour le titre lors de cette saison (le pilote concourt pour le titre dans une autre catégorie). |
| DNQ      | Ne s'est pas qualifié. |
| Résultats en NASCAR Camping World Truck Series | Résultats en NASCAR Camping World Truck Series | Résultats en NASCAR Camping World Truck Series | Résultats en NASCAR Camping World Truck Series | Résultats en NASCAR Camping World Truck Series | Résultats en NASCAR Camping World Truck Series | Résultats en NASCAR Camping World Truck Series | Résultats en NASCAR Camping World Truck Series | Résultats en NASCAR Camping World Truck Series | Résultats en NASCAR Camping World Truck Series | Résultats en NASCAR Camping World Truck Series | Résultats en NASCAR Camping World Truck Series | Résultats en NASCAR Camping World Truck Series | Résultats en NASCAR Camping World Truck Series | Résultats en NASCAR Camping World Truck Series | Résultats en NASCAR Camping World Truck Series | Résultats en NASCAR Camping World Truck Series | Résultats en NASCAR Camping World Truck Series | Résultats en NASCAR Camping World Truck Series | Résultats en NASCAR Camping World Truck Series | Résultats en NASCAR Camping World Truck Series | Résultats en NASCAR Camping World Truck Series | Résultats en NASCAR Camping World Truck Series | Résultats en NASCAR Camping World Truck Series | Résultats en NASCAR Camping World Truck Series | Résultats en NASCAR Camping World Truck Series | Résultats en NASCAR Camping World Truck Series | Résultats en NASCAR Camping World Truck Series | Résultats en NASCAR Camping World Truck Series |
| ---------------------------------------------- | ---------------------------------------------- | ---------------------------------------------- | ---------------------------------------------- | ---------------------------------------------- | ---------------------------------------------- | ---------------------------------------------- | ---------------------------------------------- | ---------------------------------------------- | ---------------------------------------------- | ---------------------------------------------- | ---------------------------------------------- | ---------------------------------------------- | ---------------------------------------------- | ---------------------------------------------- | ---------------------------------------------- | ---------------------------------------------- | ---------------------------------------------- | ---------------------------------------------- | ---------------------------------------------- | ---------------------------------------------- | ---------------------------------------------- | ---------------------------------------------- | ---------------------------------------------- | ---------------------------------------------- | ---------------------------------------------- | ---------------------------------------------- | ---------------------------------------------- | ---------------------------------------------- |
| Année                                          | Équipe                                         | No.                                            | Constructeur                                   | 1                                              | 2                                              | 3                                              | 4                                              | 5                                              | 6                                              | 7                                              | 8                                              | 9                                              | 10                                             | 11                                             | 12                                             | 13                                             | 14                                             | 15                                             | 16                                             | 17                                             | 18                                             | 19                                             | 20                                             | 21                                             | 22                                             | 23                                             | Clas.                                          | Pts                                            |
| 2014[7]                                        | Haas Racing Development                        | 00                                             | Chevrolet                                      | DAY                                            | MAR 12                                         | KAN                                            | CLT                                            | DOV 14                                         | TEX                                            | GTW 6                                          | KEN                                            | IOW 8                                          | ELD                                            | POC                                            | MCH                                            | BRI 8                                          | MSP 9                                          | CHI                                            | NHA 1*                                         | LVS                                            | TAL                                            | MAR 29                                         | TEX                                            | PHO 3                                          | HOM                                            |                                                | 25e                                            | 302                                            |
| 2015[8]                                        | JR Motorsports (en)                            | 00                                             | Chevrolet                                      | DAY                                            | ATL                                            | MAR 16                                         | KAN                                            | CLT                                            | DOV 13*                                        | TEX                                            | GTW 1                                          | IOW 9                                          | KEN                                            | ELD 29                                         | POC                                            | MCH                                            | BRI 16*                                        | MSP 10*                                        | CHI                                            | NHA 24                                         | LVS                                            | TAL                                            | MAR 4*                                         | TEX                                            | PHO 26                                         | HOM                                            | 22e                                            | 305                                            |
| 2016[9]                                        | JR Motorsports (en)                            | 00                                             | Chevrolet                                      | DAY 24                                         | ATL 17                                         | MAR 29                                         | KAN 7                                          | DOV 5                                          | CLT 13                                         | TEX 14                                         | IOW 2                                          | GTW 15                                         | KEN 14                                         | ELD 6                                          | POC 5                                          | BRI 6                                          | MCH 22                                         | MSP 2*                                         | CHI 9                                          | NHA 6                                          | LVS 3                                          | TAL 29                                         | MAR 7                                          | TEX 9                                          | PHO 10                                         | HOM 10                                         | 10e                                            | 502                                            |

## K&N Pro Series East
| Légende  | Légende |
| -------- | --- |
| Gras     | Pole position décerné par temps de qualification.                                                                                         |
| Italique | Pole position gagnés par les points au classement ou du temps d'essais.                                                                   |
| *        | Plus grand nombre de tours menés. |
| 01       | Aucun point de championnat car inéligible pour le titre lors de cette saison (le pilote concourt pour le titre dans une autre catégorie). |
| DNQ      | Ne s'est pas qualifié. |
| Résultats en NASCAR K&N Pro Series East | Résultats en NASCAR K&N Pro Series East   | Résultats en NASCAR K&N Pro Series East | Résultats en NASCAR K&N Pro Series East | Résultats en NASCAR K&N Pro Series East | Résultats en NASCAR K&N Pro Series East | Résultats en NASCAR K&N Pro Series East | Résultats en NASCAR K&N Pro Series East | Résultats en NASCAR K&N Pro Series East | Résultats en NASCAR K&N Pro Series East | Résultats en NASCAR K&N Pro Series East | Résultats en NASCAR K&N Pro Series East | Résultats en NASCAR K&N Pro Series East | Résultats en NASCAR K&N Pro Series East | Résultats en NASCAR K&N Pro Series East | Résultats en NASCAR K&N Pro Series East | Résultats en NASCAR K&N Pro Series East | Résultats en NASCAR K&N Pro Series East | Résultats en NASCAR K&N Pro Series East | Résultats en NASCAR K&N Pro Series East | Résultats en NASCAR K&N Pro Series East | Résultats en NASCAR K&N Pro Series East |
| --------------------------------------- | ----------------------------------------- | --------------------------------------- | --------------------------------------- | --------------------------------------- | --------------------------------------- | --------------------------------------- | --------------------------------------- | --------------------------------------- | --------------------------------------- | --------------------------------------- | --------------------------------------- | --------------------------------------- | --------------------------------------- | --------------------------------------- | --------------------------------------- | --------------------------------------- | --------------------------------------- | --------------------------------------- | --------------------------------------- | --------------------------------------- | --------------------------------------- |
| Année                                   | Équipe                                    | No.                                     | Constructeur                            | 1                                       | 2                                       | 3                                       | 4                                       | 5                                       | 6                                       | 7                                       | 8                                       | 9                                       | 10                                      | 11                                      | 12                                      | 13                                      | 14                                      | 15                                      | 16                                      | Clas.                                   | Pts                                     |
| 2013[10]                                | Ken Schrader Racing (en)                  | 00                                      | Chevrolet                               | BRI 24                                  | GRE 19                                  | FIF 22                                  | RCH 3                                   | BGS 10                                  | IOW 4                                   | LGY 23                                  | COL 15                                  | IOW 1*                                  | VIR 19                                  | GRE 16                                  | NHA 1*                                  | DOV 14                                  | RAL 5                                   |                                         |                                         | 8e                                      | 452                                     |
| 2014[11]                                | Bill McAnally Racing (en)                 | 00                                      | Chevrolet                               | NSM                                     | DAY                                     | BRI 14                                  | GRE                                     | RCH 1*                                  | IOW 11                                  | BGS                                     | FIF                                     | LGY                                     | NHA                                     | COL                                     | IOW 3                                   | GLN 16                                  | VIR 18                                  | GRE                                     | DOV 18                                  | 20e                                     | 234                                     |
| 2015[12]                                | Bill McAnally Racing (en)                 | 00                                      | Toyota                                  | NSM                                     | GRE                                     | BRI                                     | IOW                                     | BGS                                     | LGY                                     | COL                                     | NHA                                     | IOW                                     | GLN 5                                   | MOT                                     | VIR                                     | RCH                                     | DOV                                     |                                         |                                         | 43e                                     | 40                                      |
| 2016[13]                                | HScott Motorsports with Justin Marks (en) | 98                                      | Toyota                                  | NSM                                     | MOB                                     | GRE                                     | BRI                                     | VIR                                     | DOM                                     | STA                                     | COL                                     | NHA                                     | IOW                                     | GLN 3                                   | GRE                                     | NJM                                     | DOV                                     |                                         |                                         | 44e                                     | 41                                      |

## K&N Pro Series West
| Légende  | Légende |
| -------- | --- |
| Gras     | Pole position décerné par temps de qualification.                                                                                         |
| Italique | Pole position gagnés par les points au classement ou du temps d'essais.                                                                   |
| *        | Plus grand nombre de tours menés. |
| 01       | Aucun point de championnat car inéligible pour le titre lors de cette saison (le pilote concourt pour le titre dans une autre catégorie). |
| DNQ      | Ne s'est pas qualifié. |
| Résultats en NASCAR K&N Pro Series West | Résultats en NASCAR K&N Pro Series West | Résultats en NASCAR K&N Pro Series West | Résultats en NASCAR K&N Pro Series West | Résultats en NASCAR K&N Pro Series West | Résultats en NASCAR K&N Pro Series West | Résultats en NASCAR K&N Pro Series West | Résultats en NASCAR K&N Pro Series West | Résultats en NASCAR K&N Pro Series West | Résultats en NASCAR K&N Pro Series West | Résultats en NASCAR K&N Pro Series West | Résultats en NASCAR K&N Pro Series West | Résultats en NASCAR K&N Pro Series West | Résultats en NASCAR K&N Pro Series West | Résultats en NASCAR K&N Pro Series West | Résultats en NASCAR K&N Pro Series West | Résultats en NASCAR K&N Pro Series West | Résultats en NASCAR K&N Pro Series West | Résultats en NASCAR K&N Pro Series West | Résultats en NASCAR K&N Pro Series West | Résultats en NASCAR K&N Pro Series West |
| --------------------------------------- | --------------------------------------- | --------------------------------------- | --------------------------------------- | --------------------------------------- | --------------------------------------- | --------------------------------------- | --------------------------------------- | --------------------------------------- | --------------------------------------- | --------------------------------------- | --------------------------------------- | --------------------------------------- | --------------------------------------- | --------------------------------------- | --------------------------------------- | --------------------------------------- | --------------------------------------- | --------------------------------------- | --------------------------------------- | --------------------------------------- |
| Année                                   | Équipe                                  | No.                                     | Constructeur                            | 1                                       | 2                                       | 3                                       | 4                                       | 5                                       | 6                                       | 7                                       | 8                                       | 9                                       | 10                                      | 11                                      | 12                                      | 13                                      | 14                                      | 15                                      | Clas.                                   | Pts                                     |
| 2013[14]                                | Ken Schrader Racing (en)                | 00                                      | Ford                                    | PHO                                     | S99 18                                  | BIR                                     | IOW                                     | L44                                     | SON                                     | CNS                                     | IOW                                     | EVG                                     | SPO                                     | MMP                                     | SMP                                     | AAS                                     | KCR                                     |                                         | 38e                                     | 66                                      |
| 2013[14]                                | Ken Schrader Racing (en)                | 00                                      | Chevrolet                               |                                         |                                         |                                         |                                         |                                         |                                         |                                         |                                         |                                         |                                         |                                         |                                         |                                         |                                         | PHO 6*                                  | 38e                                     | 66                                      |
| 2014[15]                                | Bill McAnally Racing (en)               | 00                                      | Chevrolet                               | PHO 1*                                  | IRW                                     | S99                                     | IOW                                     | KCR                                     |                                         |                                         |                                         |                                         |                                         |                                         |                                         | PHO 3                                   |                                         |                                         | 20e                                     | 121                                     |
| 2014[15]                                | Bill McAnally Racing (en)               | 00                                      | Toyota                                  |                                         |                                         |                                         |                                         |                                         | SON 12                                  | SLS                                     | CNS                                     | IOW                                     | EVG                                     | KCR                                     | MMP                                     | AAS                                     |                                         |                                         | 20e                                     | 121                                     |
| 2015[16]                                | Bill McAnally Racing (en)               | 00                                      | Toyota                                  | KCR                                     | IRW                                     | TUS                                     | IOW                                     | SHA                                     | SON 9                                   | SLS                                     | IOW                                     | EVG                                     | CNS                                     | MER                                     | AAS                                     | PHO                                     |                                         |                                         | 47e                                     | 35                                      |
| 2019[17]                                | Sunrise Ford Racing (en)                | 22                                      | Ford                                    | LVS                                     | IRW                                     | TUS                                     | TUS                                     | CNS                                     | SON 4                                   | DCS                                     | IOW                                     | EVG                                     | GTW                                     | MER                                     | AAS                                     | KCR                                     | PHO                                     |                                         | 39e                                     | 40                                      |

### ARCA Racing Series
Au 7 novembre 2022, il a participé à 6 courses réparties sur 3 saisons :
- Dernière saison : Voiture Ford no 78 de la Mason Mitchell Motorsports en 2018
- Résultat dernière saison : 91e en 2017
- Meilleur classement en fin de saison : 41e en 2015
- Victoire(s) : 1
- Top5 : 2
- Top10 : 4
- Pole position : 2

| Légende  | Légende |
| -------- | --- |
| Gras     | Pole position décerné par temps de qualification.                                                                                         |
| Italique | Pole position gagnés par les points au classement ou du temps d'essais.                                                                   |
| *        | Plus grand nombre de tours menés. |
| 01       | Aucun point de championnat car inéligible pour le titre lors de cette saison (le pilote concourt pour le titre dans une autre catégorie). |
| DNQ      | Ne s'est pas qualifié. |
| Résultats en ARCA Racing Series | Résultats en ARCA Racing Series | Résultats en ARCA Racing Series | Résultats en ARCA Racing Series | Résultats en ARCA Racing Series | Résultats en ARCA Racing Series | Résultats en ARCA Racing Series | Résultats en ARCA Racing Series | Résultats en ARCA Racing Series | Résultats en ARCA Racing Series | Résultats en ARCA Racing Series | Résultats en ARCA Racing Series | Résultats en ARCA Racing Series | Résultats en ARCA Racing Series | Résultats en ARCA Racing Series | Résultats en ARCA Racing Series | Résultats en ARCA Racing Series | Résultats en ARCA Racing Series | Résultats en ARCA Racing Series | Résultats en ARCA Racing Series | Résultats en ARCA Racing Series | Résultats en ARCA Racing Series | Résultats en ARCA Racing Series | Résultats en ARCA Racing Series | Résultats en ARCA Racing Series | Résultats en ARCA Racing Series | Résultats en ARCA Racing Series |
| ------------------------------- | ------------------------------- | ------------------------------- | ------------------------------- | ------------------------------- | ------------------------------- | ------------------------------- | ------------------------------- | ------------------------------- | ------------------------------- | ------------------------------- | ------------------------------- | ------------------------------- | ------------------------------- | ------------------------------- | ------------------------------- | ------------------------------- | ------------------------------- | ------------------------------- | ------------------------------- | ------------------------------- | ------------------------------- | ------------------------------- | ------------------------------- | ------------------------------- | ------------------------------- | ------------------------------- |
| Année                           | Équipe                          | No.                             | Constructeur                    | 1                               | 2                               | 3                               | 4                               | 5                               | 6                               | 7                               | 8                               | 9                               | 10                              | 11                              | 12                              | 13                              | 14                              | 15                              | 16                              | 17                              | 18                              | 19                              | 20                              | Clas.                           | Pts                             |                                 |
| 2015[18]                        | JR Motorsports (en)             | 00                              | Chevrolet                       | DAY                             | MOB                             | NSH                             | SLM                             | TAL                             | TOL                             | NJE 5                           | POC 24                          | MCH                             | CHI                             | WIN                             | IOW                             | IRP                             | POC 1                           | BLN                             | ISF                             | DQN                             | SLM                             | KEN                             | KAN                             | 41e                             | 560                             |                                 |
| 2016[19]                        | Ken Schrader Racing (en)        | 54                              | Chevrolet                       | DAY 10                          | NSH                             | SLM                             | TAL                             | TOL                             | NJE                             | POC                             | MCH                             | MAD                             | WIN                             |                                 |                                 |                                 |                                 |                                 |                                 |                                 |                                 |                                 |                                 | 69e                             | 390                             |                                 |
| 2016[19]                        | Athenian Motorsports (en)       | 05                              | Chevrolet                       |                                 |                                 |                                 |                                 |                                 |                                 |                                 |                                 |                                 |                                 | IOW 7                           | IRP                             | POC                             | BLN                             | ISF                             | DSF                             | SLM                             | CHI                             | KEN                             | KAN                             | 69e                             | 390                             |                                 |
| 2017[20]                        | Mason Mitchell Motorsports (en) | 78                              | Ford                            | DAY                             | NSH                             | SLM                             | TAL                             | TOL                             | ELK                             | POC                             | MCH                             | MAD                             | IOW                             | IRP                             | POC                             | WIN                             | ISF                             | ROA 11                          | DSF                             | SLM                             | CHI                             | KEN                             | KAN                             | 88e                             | 175                             |                                 |

### Récompenses
- Meilleur rookie de la NASCAR Cup Series 2020 ;
- Vainqueur du Quaker State 400 en 2020 sur le Kentucky Speedway.

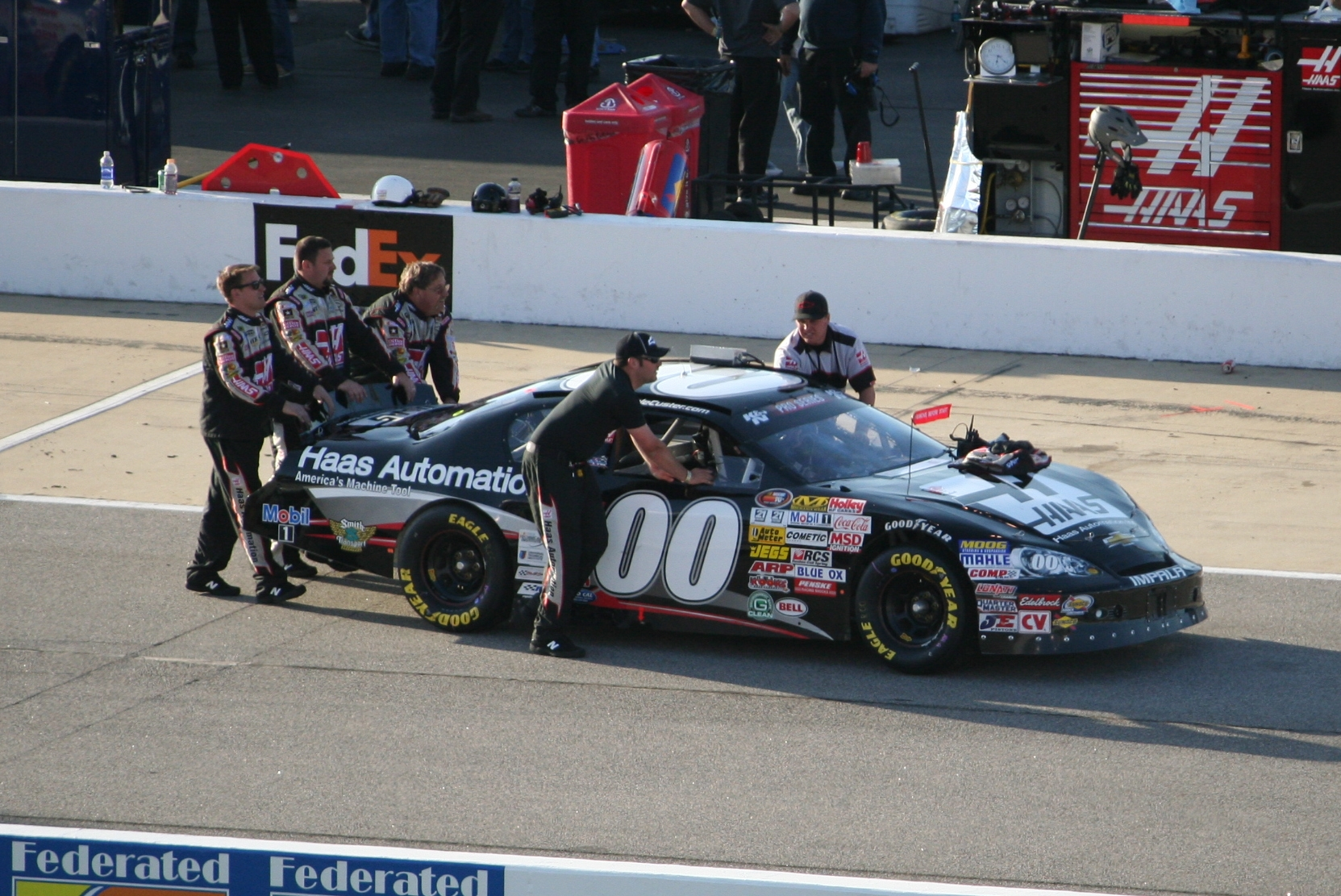
Custer au volant de la no 00 en Pro Series East sur le  Richmond International Raceway en 2013.
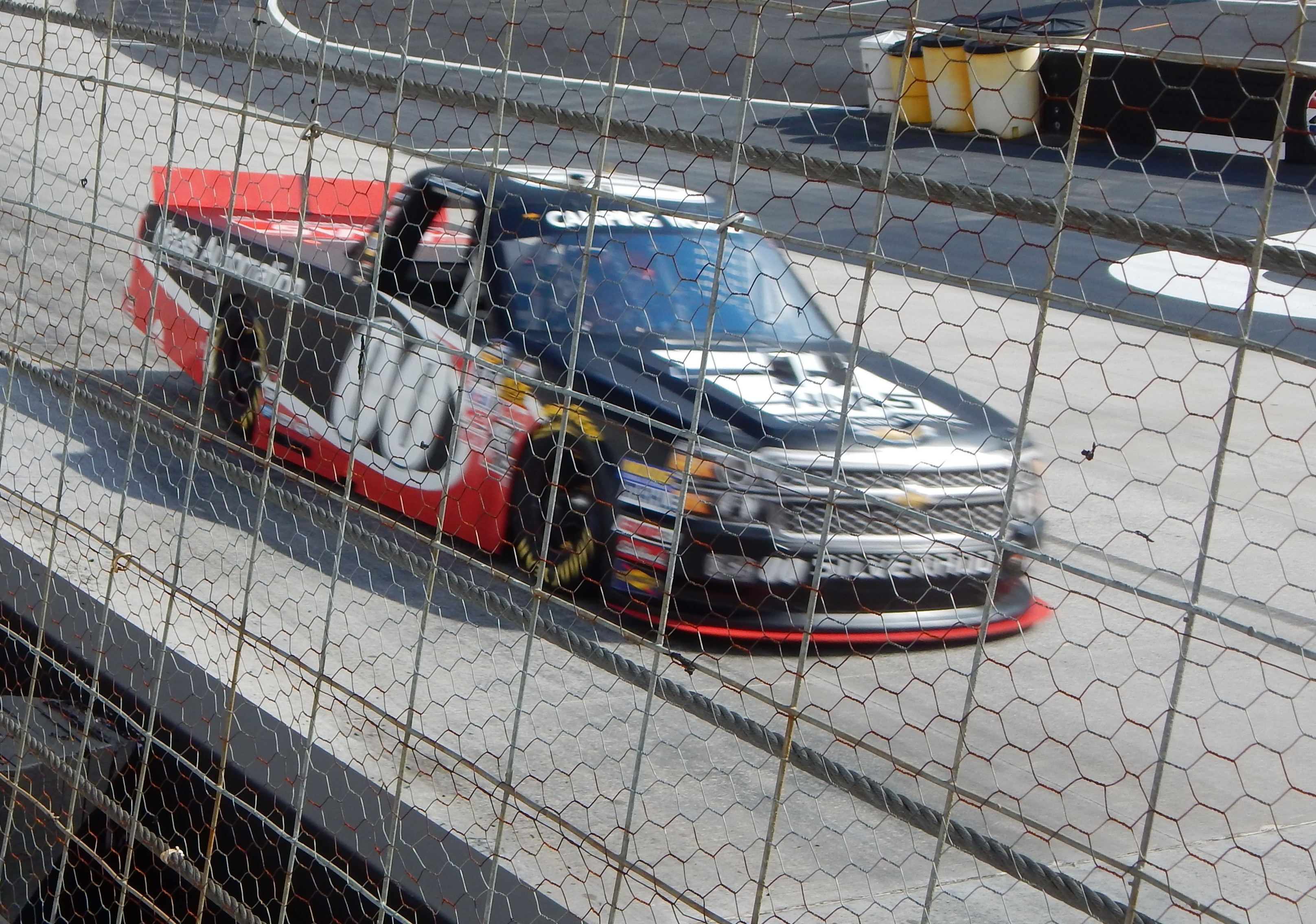
Custer en Truck Series sur le Bristol Motor Speedway en 2015.
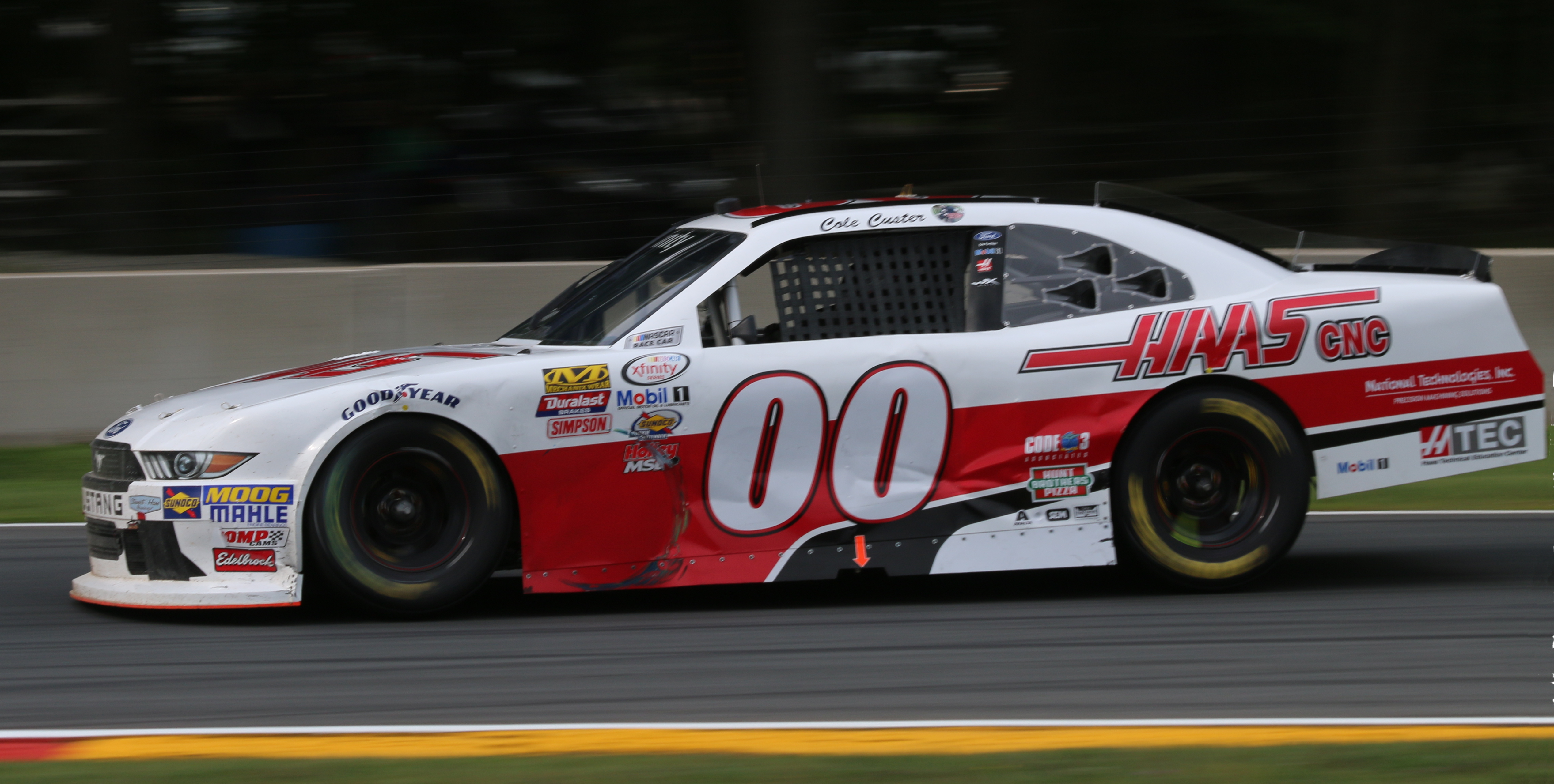
Custer en Xfinity Series au Road America en 2017.
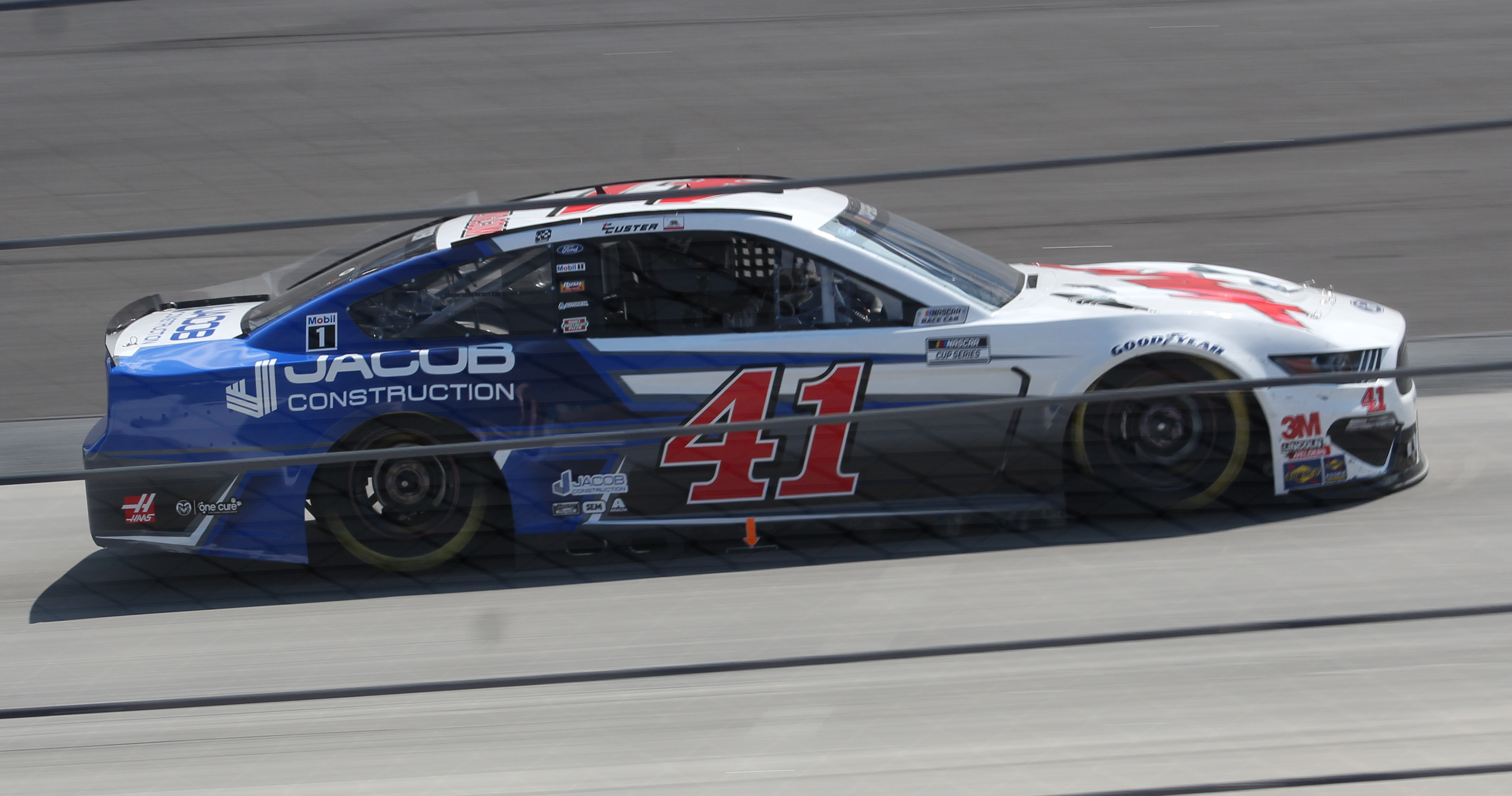
Custer au volant de la no 41 en Cup Series sur le Dover International Speedway en 2020.
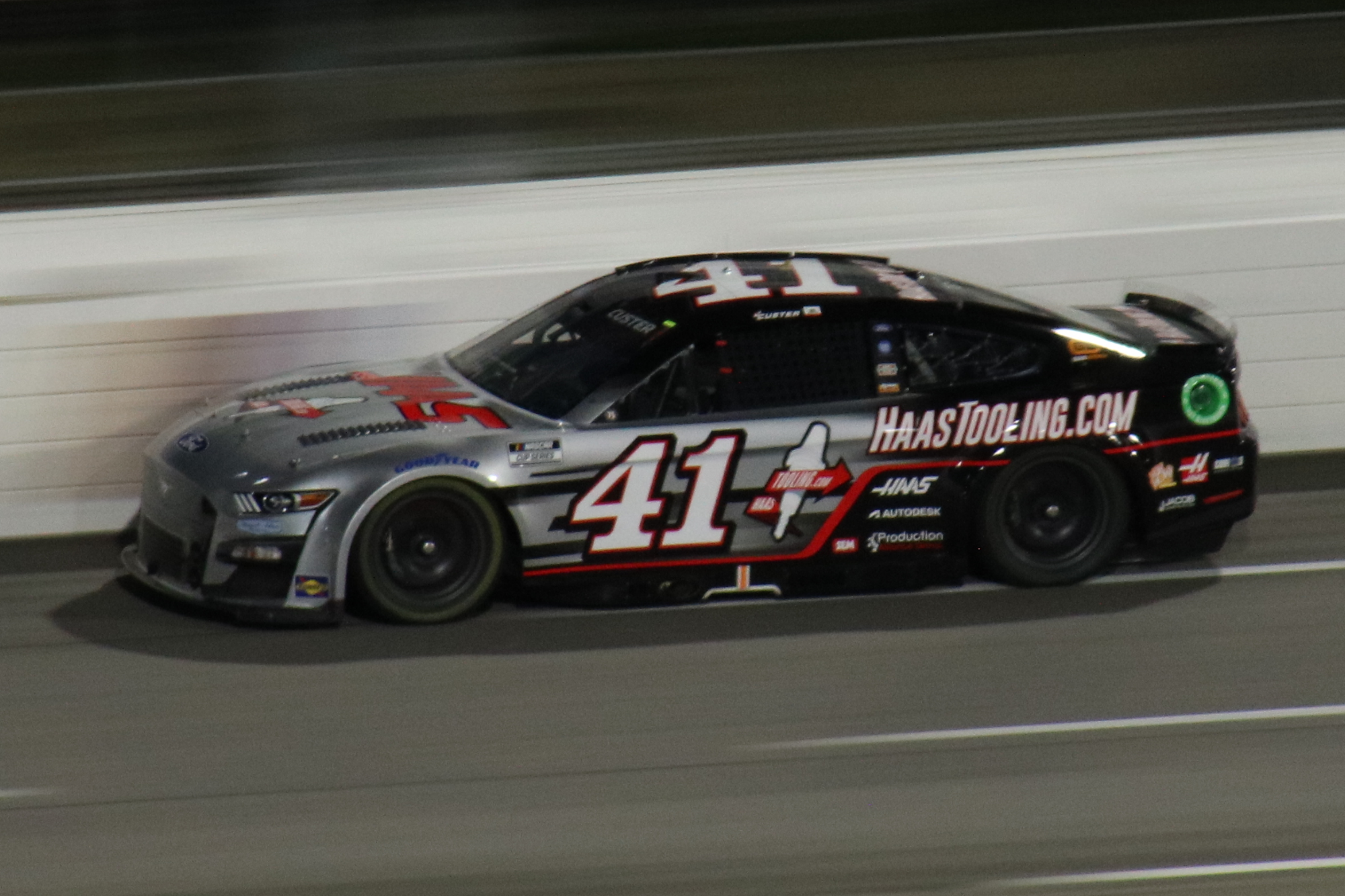
Cole Custer en Cup Series à Martinsville en 2022.